# NSU-Pipe 15/24 PS
Der NSU-Pipe 15/24 PS war ein PKW der oberen Mittelklasse, den die Neckarsulmer Fahrradwerke Aktiengesellschaft in den Jahren 1906 bis 1910 in Lizenz des belgischen Automobilherstellers Usines Pipe bauten. Der 15/24 PS war der Nachfolger des Modells 34 PS.
Der wassergekühlte Motor war ein Vierzylinder-Blockmotor mit einem Hubraum von 3768 cm³ (Bohrung × Hub = 100 × 120 mm), der 24 PS (17,6 kW) leistete. Der Motor hatte Doppelzündung (Magnet und Batterie), automatische Zentralschmierung und hängende Ventile. Die Motorkraft wurde über eine Lederkonuskupplung, ein Vierganggetriebe mit rechts angebrachter Kulissenschaltung und eine Kette auf die Hinterräder übertragen. Der Radstand der Wagen betrug 3000–3200 mm, ihre Spurweite 1450 mm und das Gewicht des Doppelphaetons 1650 kg. Die Höchstgeschwindigkeit lag bei etwa 70 km/h.
Die Wagen wurden als Doppelphaeton, Roi-des-Belges, Landaulet oder Limousine gefertigt. 1910 wurde ihre Fertigung zugunsten kleinerer Wagen eigener Konstruktion ohne Nachfolger eingestellt.